# Aufkreuzungsungleichung
Die Aufkreuzungsungleichung, manchmal auch Upcrossing-Ungleichung  oder Überquerungssatz von Doob genannt (nach Joseph L. Doob), ist eine Ungleichung über das zeitliche Verhalten von Submartingalen in diskreter Zeit. Somit ist die Aussage der Theorie der stochastischen Prozesse und damit der Wahrscheinlichkeitstheorie zuzuordnen. Die Aufkreuzungsungleichung ist ein wichtiges Hilfsmittel, um die Martingalkonvergenzsätze und analoge Aussagen für Rückwärtsmartingale herzuleiten.

## Idee
Die grundlegende Idee besteht darin, sich das Submartingal als Aktienkurs vorzustellen. Fällt nun der Kurs unter den Wert {\displaystyle a}, so kauft man Aktien, steigt der Wert über {\displaystyle b}, so verkauft man. Weiß man nun, wie oft das Intervall {\displaystyle [a,b]} durchkreuzt wurde (also wie oft das Intervall von unten nach oben durchschritten wurde), so kann man aufgrund der Anzahl der Durchkreuzungen den Gesamtgewinn abschätzen. Genau diese Abschätzung trifft die Aufkreuzungsungleichung.

## Formalisierung
Die Formulierung des Unterschreitens von {\displaystyle a} und Überschreitens von {\displaystyle b} funktioniert mittels Stoppzeiten. Man setzt für das Submartingal {\displaystyle X=(X_{n})_{n\in \mathbb {N} }}
{\displaystyle \sigma _{0}=0}
als Start,
{\displaystyle \tau _{k}:=\inf\{n\geq \sigma _{k-1}\,|\,X_{n}\leq a\}{\text{ für }}k=1,2,\dots }
als Zeitpunkt des k-ten Unterschreitens von {\displaystyle a} und
{\displaystyle \sigma _{k}:=\inf\{n\geq \tau _{k}\,|\,X_{n}\geq b\}{\text{ für }}k=1,2,\dots }
als Zeitpunkt des k-ten Überschreitens von {\displaystyle b}. Die Anzahl der Durchkreuzungen von {\displaystyle [a,b]} bis zum Zeitpunkt {\displaystyle n} ist dann gegeben durch
{\displaystyle U_{n}^{a,b}=\sup\{k\in \mathbb {N} \,|\,\sigma _{k}\leq n\}}.
Die Aufkreuzungsungleichung lautet nun
{\displaystyle \operatorname {E} (U_{n}^{a,b})\leq {\frac {\operatorname {E} ((X_{n}-a)^{+})-\operatorname {E} ((X_{0}-a)^{+})}{b-a}}},
wobei das Plus {\displaystyle ^{+}} für den Positivteil steht.

## Ableitung von Konvergenzaussagen
Die Ableitung von Konvergenzaussagen folgt meist dem Schema, dass man 
{\displaystyle U^{a,b}:=\lim _{n\to \infty }U_{n}^{a,b}}
betrachtet. Kann man nun unter geeigneten Zusatzvoraussetzungen und der Aufkreuzungsungleichung zeigen, dass
{\displaystyle \operatorname {E} (U^{a,b})<\infty {\text{ für alle }}a<b}
gilt und der Prozess nach oben oder unten unbeschränkt ist, so muss sich der Prozess langfristig in dem Intervall {\displaystyle [a,b]} befinden, da er weder unendlich oft das Intervall durchkreuzen kann, noch den Bereich des Intervalls verlassen kann. Da dies aber für jedes {\displaystyle a<b} gilt, lässt sich zeigen, dass der Prozess konvergiert.